# Fulparasi
Phulparasi (en népalais : फुलपरासी) est un comité de développement villageois du Népal situé dans le district de Sarlahi. Au recensement de 2011, il comptait 3 722 habitants.